# Asteros
Los asteros (en latín, «hastati» y en singular, «hastatus», que puede traducirse literalmente como «lancero» o «luchador con lanza») eran una clase de infantería en los ejércitos de la República romana. Eran los hombres más jóvenes y pobres de la legión, los cuales solo podían permitirse equipos modestos, para cumplir con su labor como la infantería ligera. Estas unidades se disolvieron tras las reformas de Mario de 107 a. C.
Eran las tropas de primera línea de la legión de la época republicana. Estaban equipados con una armadura ligera y un escudo largo (scutum). A una orden, golpeaban los escudos con las jabalinas, comenzaban a desplazarse al frente, hasta encontrarse a unos 64 metros del enemigo. En ese momento comenzaban un trote rápido, lanzaban sus pila (jabalinas) y desenfundaban las espadas mientras seguían avanzando para el combate cuerpo a cuerpo. Peleaban en una formación de quincunx, apoyados por otras tropas ligeras (équites y vélites).
A partir de la segunda guerra púnica, se tiene constancia de que usaban las espadas romanas conocidas como gladius – llamada por los romanos «espada hispana» («gladius hispaniensis»), ya que su diseño estaba basado en la gladius hispaniensis tras las guerras celtíberas – era un arma particularmente efectiva, capaz de causar heridas tanto de estocada (que, parece ser, era su uso principal) como de corte. Irónicamente, el nombre de los asteros viene de la palabra latina hasta (lanza) arma que no utilizaban, aunque en los principios de la república combatían como lanceros. Esta unidad militar estaba formada por tropas jóvenes que debían pagarse su propio equipo, por tanto su equipamiento era de calidad relativamente pobre.

## Historia y despliegue
Los asteros fueron parte del antiguo ejército romano antes de las reformas de Marco Furio Camilo, y estaban bajo el mando de los reyes etruscos. Estos antiguos asteros combatían en las últimas líneas de una gran falange, pero estaban relegados a ofrecer soporte a tropas de elite en vez de combatir como unidad por sí misma. Es probable que las guerras contra los samnitas y la aplastante derrota a manos del jefe galo Breno, quien uso gran cantidad de pequeñas unidades de combate en vez de grandes formaciones, enseñaron a los romanos la importancia de la flexibilidad y la ineficacia de las falanges en el terreno ondulado de Italia central.

### Sistema Camiliano

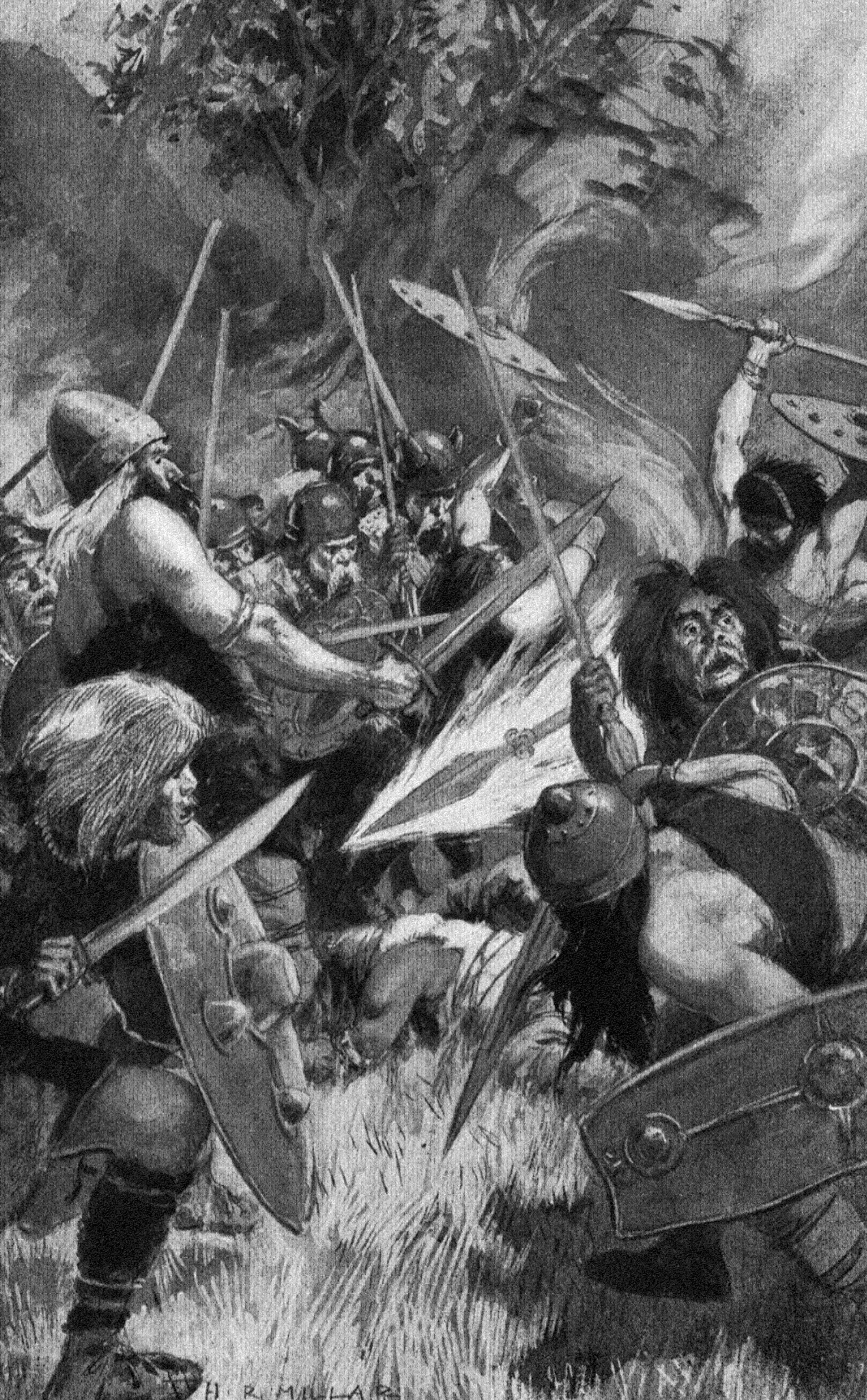
La guerra contra los galos impulsó a los romanos a reformar su ejército.

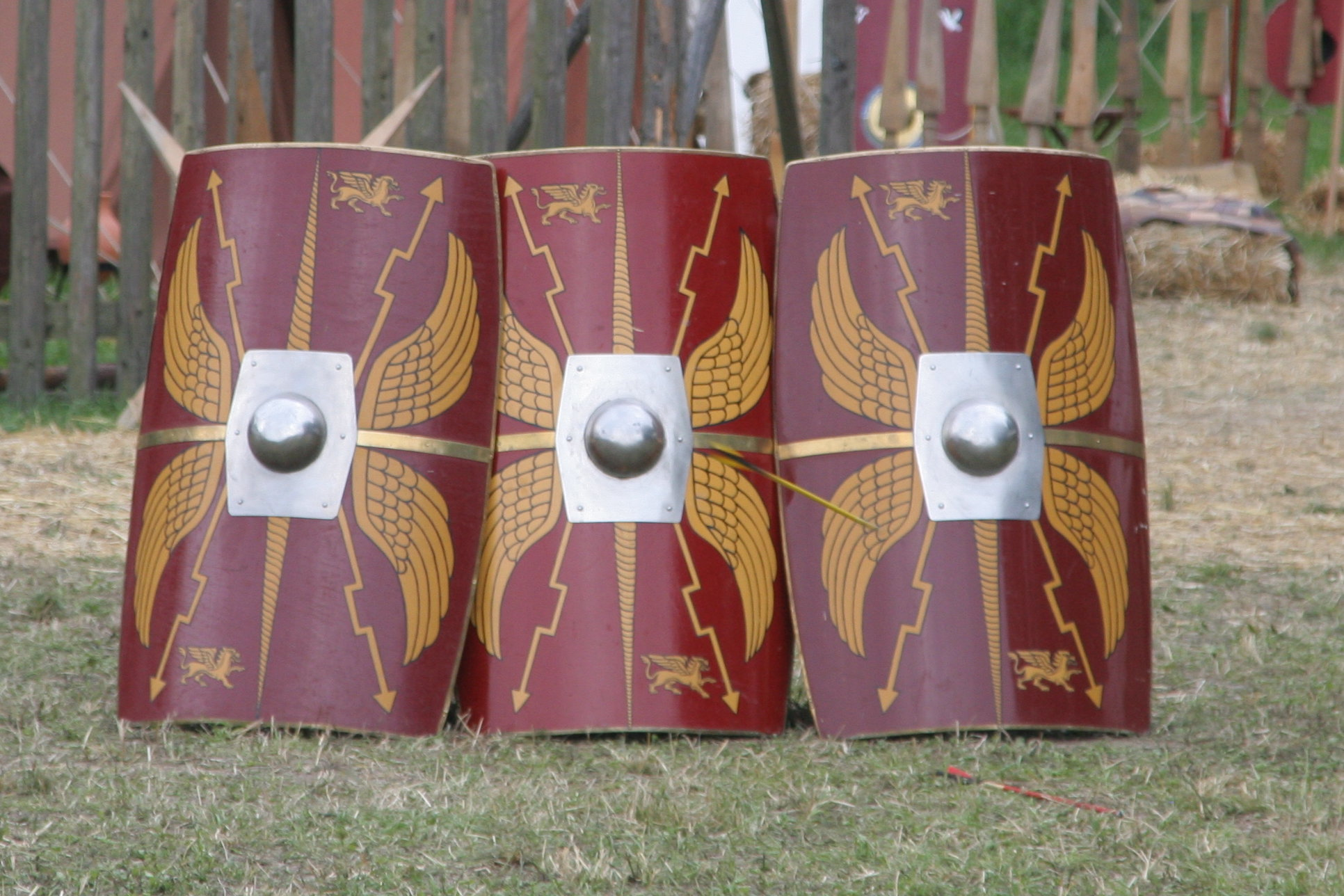
Escudos usados por los asteros.

Cuando los galos invadieron Etruria en el 390 a. C., sus habitantes pidieron ayuda a Roma. El pequeño contingente que Roma envió para repeler a los invasores provocó un ataque a gran escala contra Roma. Todo el ejército romano fue destruido en la batalla de Alia en una derrota aplastante que aceleró las reformas de Marco Furio. Bajo el nuevo sistema, los soldados eran ordenados de acuerdo a sus clases sociales; los asteros eran los terceros más pobres, con los rorarii debajo de ellos y los principes ligeramente más ricos. Los asteros estaban armados con espadas cortas, o con una hastae, de 1,8 metros de largo, de donde los soldados adquirieron su nombre. Peleaban en formación quincunx, usualmente llevando un scutum y yelmos de bronce, a menudo con algunas plumas en la parte superior para aparentar más altura. Cargaban armadura ligera, la cual incluía una pechera, a la cual llamaban «protector de corazones».
En las batallas campales, las levas formaron al frente de la legión y hostigaron al enemigo con jabalinas para cubrir el avance de los asteros. Si los asteros fallaban al intentar romper las líneas enemigas durante el combate, éstos se retirarían y dejarían a los principes tomar el frente de la batalla. Luego los principes se retiran, y dejan a la última línea de triarios tomar el combate. Los equites eran usados para atacar los flancos del enemigo y para perseguir a los enemigos que huyeran. Los rorarii y accensi eran la línea final de batalla y en ella estaban las tropas de menor calidad; esta tenía un papel de soporte, proveyendo de refuerzos a las áreas vacilantes de la línea de batalla.
De esta forma la legión quedaba dividida en tres líneas de batalla (en latín, triplex acies) basadas cada una en un tipo de infantería pesada: asteros, principes y triarii.
|           | Tipo de unidad | Organización                 | Número de soldados |
| --------- | -------------- | ---------------------------- | ------------------ |
| 1.ª línea | Asteros        | Diez manípulos * 120 hombres | 1200 soldados      |
| 2.ª línea | Príncipes      | Diez manípulos * 120 hombres | 1200 soldados      |
| 3.ª línea | Triarios       | Diez manípulos * 60 hombres  | 600 soldados       |
|           | Vélites        | Veinte soldados * centuria   | 1200 soldados      |
|           | Irregulares    | variable                     | variable           |

En este tipo de legión, 900 asteros formaban 15 manípulos, unidades militares de 60 hombres cada una, la cual pasó a ser la unidad táctica (a partir del siglo IV a. C.). A cada manípulo iban adjuntos aproximadamente 20 levas de infantería ligera armada con jabalinas.

### Sistema Polibiano

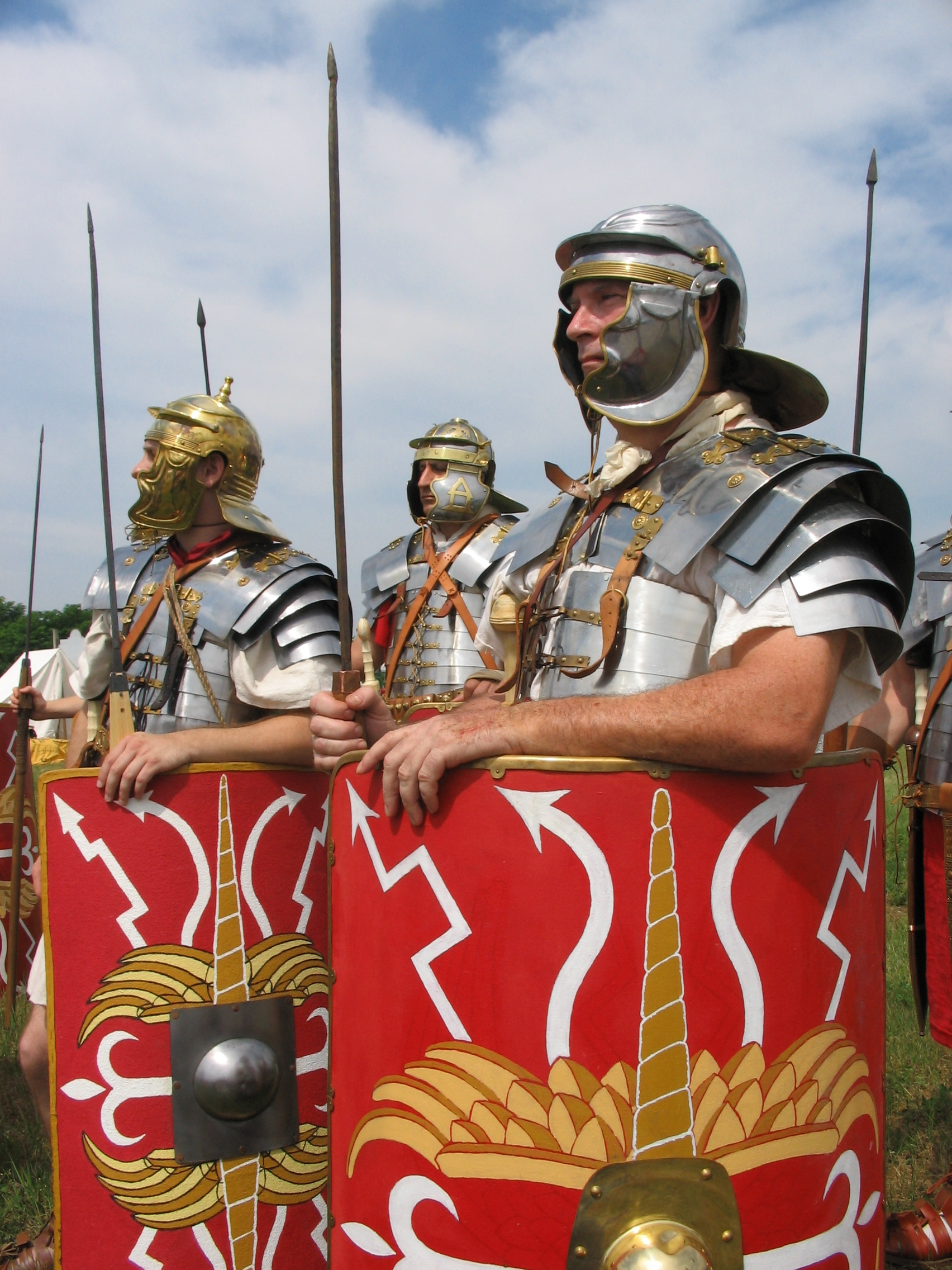
Los asteros fueron reemplazados por legionarios.

En las guerras púnicas del siglo III a. C., el sistema Camiliano de organización militar resultó ineficiente para mantener los vastos ejércitos necesarios para combatir a Cartago. En el nuevo sistema Polibiano, la infantería estaba clasificada en clases de acuerdo a su edad y experiencia en vez de por su riqueza, los asteros siendo los más jóvenes y menos experimentados. Su equipo y rol era muy similar al sistema previo, excepto que ahora utilizaban espadas (gladii), en vez de lanzas. Cada hastatus también cargaba 2 pila.
El número de asteros por legión había sido incrementado a 1200, formando diez manípulos de 120 hombres cada uno. De esta forma se deshicieron las unidades de rorarii y accensi, siendo reemplazados por levas de vélites, quienes tenían un papel similar, pero adjuntos a los príncipes y triarii. En la legión manipular estándar se podían encontrar 1200 asteros, 1200 princeps y 600 triarii. De esta forma una legión romana estaba formada por un total de 4200 soldados de infantería y 300 de caballería.
Las batallas campales se desarrollaban de manera similar; los velites se forman al frente y lanzan jabalinas para cubrir el avance de los asteros. Si los asteros no podían vencer al enemigo, se retiraban a la línea de los príncipes, quienes también habían sido rearmados con espadas. Si los príncipes tampoco podían cumplir con su papel en la batalla, se retirarían detrás de los triarii, quienes se enfrentarían al enemigo.
Este orden de batalla era seguido casi incondicionalmente por los generales romanos, exceptuando la batalla de los Grandes Campos y la batalla de Zama. En los Grandes Campos, Escipión formó a sus hombres de manera inusual, en primera línea los asteros, y los príncipes y triarii como fuerza de flanqueo, haciendo huir a las tropas cartaginesas.

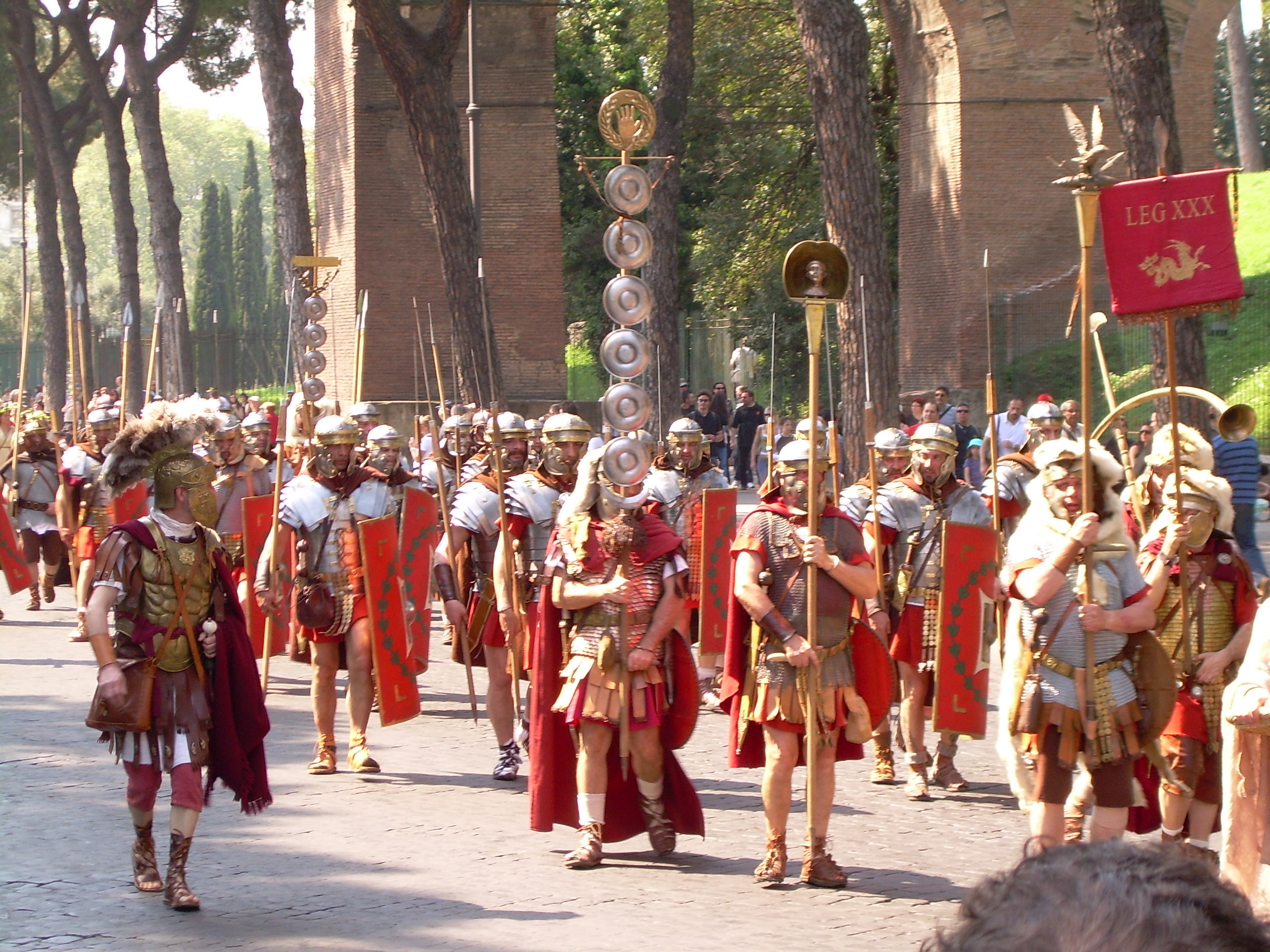
Los asteros desaparecieron con la aparición de legiones profesionales.

En la batalla de Zama, Escipión el Africano distribuyó a sus hombres en columnas, lado a lado, con largos espacios entre ellos. Los elefantes cartagineses fueron conducidos a estos espacios y fueron aniquilados por los velites sin infligir demasiadas bajas a los romanos. Una vez que los elefantes supervivientes huyeron, formó una larga línea con sus triarii y principes en el centro y los asteros en los flancos.

### Reformas de Mario
Con las amplias reformas militares de Cayo Mario en el 107 a. C., las cuales fueron propuestas para hacer frente a la amenazas que suponían el rey africano Yugurta y las tribus germanas del norte, las diferentes clases de unidades se disolvieron por completo.
Incluso la previa distinción entre asteros, príncipes y triarii, se había vuelto muy borrosa y fue oficialmente eliminada, los requerimientos monetarios y de edad también se retiraron. Los soldados se podían unir al ejército como carrera, en vez de como servicio a la ciudad, y estarían equipados como infantería pesada con el mismo equipo que normalmente adquirían más lo proporcionado por la República. Los auxiliares, tropas locales irregulares, complementarían otras funciones dentro de la legión, sirviendo como arqueros, jabalineros y caballería.